# Vuelo 1404 de Continental Airlines
El vuelo 1404 de Continental Airlines fue un vuelo de Continental Airlines desde el Aeropuerto Internacional de Denver en Denver, Colorado, Estados Unidos al Aeropuerto Intercontinental George Bush en Houston, Texas. En la noche del 20 de diciembre de 2008, el vuelo se estrelló mientras despegaba de Denver resultando en la supervivencia de todos los pasajeros, dos sufrieron heridas críticas y 36 lesiones superficiales, además de la pérdida del avión Boeing 737-524 de 14 años y 7 meses.

## Accidente

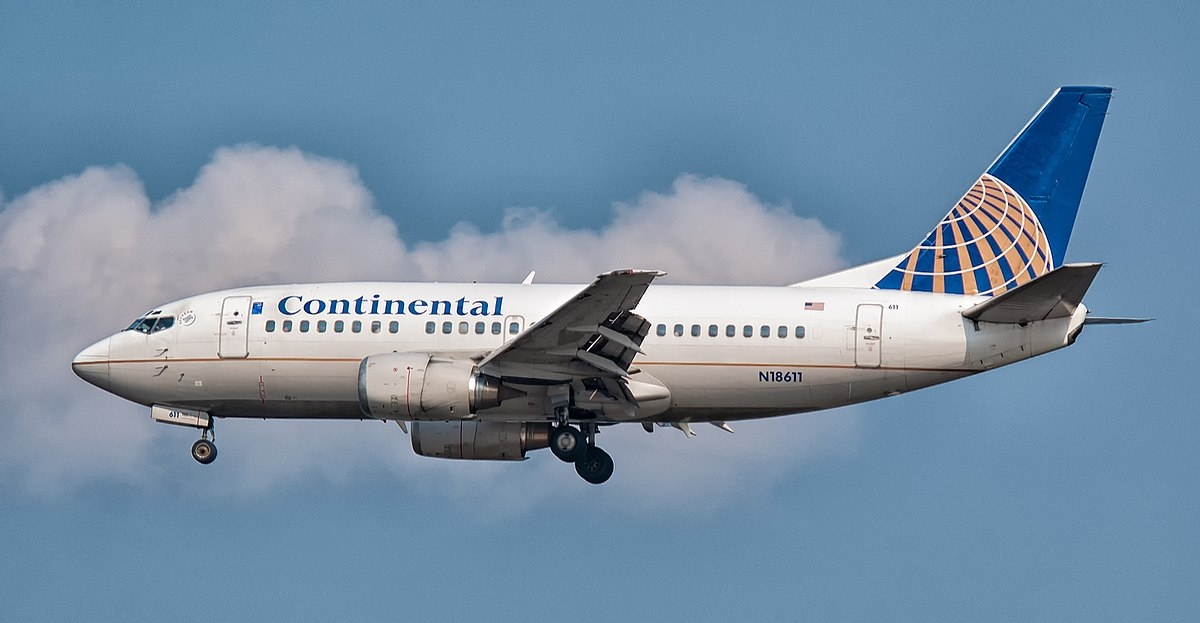
El avión accidentado fotografiado en septiembre de 2006.

El 20 de diciembre de 2008, aproximadamente a las 18:18 hora local, después de que se le autorizó el despegue en la pista 34R en el Aeropuerto Internacional de Denver, el avión Boeing 737-524 se desvió del lado de la pista antes de la pista de rodaje WC (menos de 4000 pies (1200 m) del umbral), se deslizó a través de la calle de rodaje y una carretera de servicio y se estrelló en un barranco de 40 pies de profundidad (12 m) a varios cientos de yardas de la pista. El avión se incendió en algún momento durante la secuencia.
A pesar de la confusión inicial sobre el paradero del vuelo 1404, los bomberos llegaron a la escena con relativa rapidez, ya que el avión se detuvo cerca de una de las cuatro estaciones de bomberos del aeropuerto. Cuando llegaron, la mayor parte del lado derecho del avión estaba en llamas mientras los pasajeros salían del lado izquierdo, siendo asistidos por asistentes de vuelo y un piloto de Continental Airlines fuera de servicio en la cabina, este último haciendo varios viajes dentro y fuera de los restos para garantizar que todos salgan del avión de manera segura. El piloto fuera de servicio, Richard Lowe, era parte de la tripulación que había llevado el avión incidente a Denver; un reservista de la Fuerza Aérea, Lowe recibió la Medalla del Aviador por sus acciones.
El avión sufrió daños severos. El fuselaje se rompió justo detrás de las alas, el motor número 1 y el tren de aterrizaje principal se cortaron, y el tren delantero se derrumbó. El incendio provocó que los compartimentos superiores del equipaje se derritieran en los asientos.
Este accidente fue el más grave en la historia del Aeropuerto Internacional de Denver.

## Investigación
Las cajas negras del avión se recuperaron de los restos en condiciones utilizables. La grabadora de voz de la cabina no reveló ningún problema aparente hasta 41 segundos después de que se soltaron los frenos del avión, justo antes del despegue. En ese momento se puede escuchar un sonido de golpeteo o traqueteo, y la tripulación abortó el despegue cuatro segundos después. Ambas grabadoras dejaron de funcionar seis segundos después (antes de que el avión se detuviera). En un punto durante la secuencia, la velocidad del avión alcanzó 119 nudos (137 mph; 220 km/h).
Cuando fue entrevistado, el primer oficial dijo a los investigadores que no estaba al tanto de ningún problema hasta que el avión viajaba entre 87 y 90 nudos (100 y 104 mph; 161 y 167 km/h), cuando se alejó de la línea central de la pista e hizo un «repentino giro a la izquierda». Indicó que el capitán, que estaba gravemente herido para entrevistarse con los funcionarios cuando comenzó la investigación, volaba en ese momento. Tanto el capitán como el primer oficial tenían registros de seguridad limpios cuando ocurrió el accidente y eran pilotos experimentados.
Las marcas de las ruedas en el suelo, así como los informes iniciales de los pasajeros y los bomberos indican que el avión estuvo en el aire, brevemente. No está claro en qué punto durante la secuencia comenzó el incendio. No había nieve ni hielo en la pista, sin embargo, hubo vientos cruzados de 31 nudos (36 mph; 57 km/h) en ese momento.
La tripulación de vuelo que voló el avión a Denver antes del vuelo del incidente también estaba a bordo, aunque no estaba de servicio, e informó que no tuvo dificultades con el avión durante su vuelo anterior. Sufrió una falla del motor y un aterrizaje de emergencia posterior en 1995, después de lo cual ambos motores fueron reemplazados, pero por lo demás no sufrió daños en ese incidente.
La especulación inicial sugirió que el avión podría haber sufrido un mal funcionamiento del tren de aterrizaje que podría haber resultado en un bloqueo de las ruedas durante el despegue, lo que llevó a la excursión a la pista. Los funcionarios de la NTSB dijeron que cuando comenzó el despegue, los motores de la aeronave parecían funcionar correctamente, sus neumáticos estaban inflados y los frenos no parecían haber fallado o funcionado mal, concluyendo que el tren de aterrizaje no causó ningún problema.
El 17 de julio de 2009 se anunció que el enfoque había cambiado a una posible gran ráfaga de viento o un parche de hielo. El piloto de la aeronave declaró que: «Mi especulación es que tuvimos una ráfaga de viento grande y desagradable o que, con los controles que teníamos, golpeamos un poco de hielo». También declaró que dejó de presionar los controles del timón porque habían dejado de funcionar. Los vientos se informaron a aproximadamente 24 y 27 nudos (28 y 31 mph; 44 y 50 km/h) desde el noroeste con ráfagas de hasta casi 32 nudos (37 mph; 59 km/h) justo antes de que comenzara el avión. su despegue rueda hacia el norte por una pista norte-sur. El 737 tiene una limitación de viento cruzado para el despegue de 33 nudos (38 mph; 61 km/h) en una pista seca.
Contrariamente a los datos de viento «promedio» reportados a los pilotos del incidente, la investigación de NTSB encontró que un sensor en un extremo de la pista mostró un viento cruzado de 40 nudos (46 mph; 74 km/h), con un análisis que muestra que el avión fue golpeado. con una ráfaga máxima de viento cruzado de 45 nudos (52 mph; 83 km/h), además de ser mucho más alto que los datos reportados a los pilotos mientras se preparaban para el despegue, esto también fue mucho más alto que la industria de las aerolíneas utilizada en el entrenamiento de pilotos. La NTSB también recibió un informe que analizaba 250 327 salidas que involucraban 737-500s, y descubrió que solo 4 de esas salidas (menos del 0.002 %) habían experimentado un viento cruzado por encima de 30 nudos (35 mph; 56 km/h), lo que significa que era casi imposible para un piloto comercial tener experiencia de la vida real con vientos cruzados en cualquier lugar cerca de la velocidad que golpeó el vuelo 1404 de Continental Airlines ese día. La NTSB cree que esta es la razón por la cual el piloto creía que sus controles de timón no funcionaban, decidiendo no presionar más el timón y centrarse en otros remedios inadecuados para la situación.
El 13 de julio de 2010, la NTSB publicó que la causa probable de este accidente fue el cese del capitán de la entrada del timón derecho, que era necesaria para mantener el control direccional del avión, aproximadamente 4 segundos antes de la excursión, cuando el avión se encontró con un fuerte y racheado viento cruzado, con un factor contribuyente de entrenamiento inadecuado de viento cruzado para ráfagas de viento extremas en la industria de las aerolíneas. Otro factor contribuyente fue que el sistema de control de tránsito aéreo no requería proporcionar suficiente información sobre el viento a los controladores y pilotos de tránsito aéreo. En respuesta al informe de NTSB, la Administración Federal de Aviación requirió que la industria de la aviación ajustara los protocolos de entrenamiento de viento cruzado para los pilotos, y requirió que ATC proporcionara múltiples fuentes de información del viento, en lugar de promedios, a los pilotos.

## Dramatización
Este accidente fue presentado en la decimonovena temporada de la serie Mayday: catástrofes aéreas, en el episodio titulado «Pista de despegue» en Hispanoamérica y «Huida de la pista» en España.